# Aurelio Caminati
Aurelio Caminati (Genova, 3 maggio 1924 – Genova, 6 luglio 2012) è stato un pittore italiano.

## Biografia
Nacque a Genova il 3 maggio 1924. Durante la guerra fu partigiano e da sempre impegnato politicamente, tanto che una sua foto campeggiava dopo la sua morte alla Festa dell'Unità di Savona nel 2013. Inizia la sua carriera accostandosi al realismo sociale, ritraendo personaggi della vita quotidiana fino a tutti gli anni '50.
In seguito, all'inizio degli anni sessanta, passa a una produzione fatta di raffigurazioni di larvali e fantasmatiche presenze. Di questo periodo sono il ciclo delle anime di ascendenza baconiana. Successivamente, dopo avere attraversato un periodo pop di cui fanno parte le figurazioni dei falsi ideologici rivisitazioni dei miti della storia dell'arte, si avvicina con la serie delle nazioni e bandiere degli anni '70 all'iperrealismo, "fino alla simulazione della tecnica fotografica".
Ritorna alla figurazione nell'ultima parte della sua vita. I suoi lavori attraversano vari generi e l'uso di diversi materiali e tecniche espressive. Fu un capace ceramista e alla sua opera ceramica sono state dedicate esposizioni come quella del 2010 che, nell'ambito della settimana della cultura, gli viene dedicata presso Palazzo Reale di Genova.

## Mostre
Inizia la sua attività artistica nel 1949 attività che lo porterà ad esporre prima alla VII Quadriennale di Roma nel 1955 e successivamente nel 1956 alla XXVIII Esposizione internazionale d'arte di Venezia e alla XIII Triennale di Milano del 1964 oltre ad innumerevoli altre mostre tra le quali vanno almeno ricordate quella del 1970 al salone di maggio del Musée d'Art Moderne de la Ville de Paris, quella alla decima Biennale Internationale d'Art de Menton del 1974, quella che lo vede tra i protagonisti nel 1978 alla rassegna “Cinema d'artista e cinema sperimentale in Italia” al Centro Georges Pompidou di Parigi, quella del 1986 sulla cultura del XX secolo genovese intitolata “Genova, il Novecento”, esposizioni a Genova e Buenos Aires organizzata dalla fondazione Mario e Giorgio Labò e dalla Cassa di Risparmio di Genova e Imperia, catalogo a cura di Giuseppe Marcenaro, fa inoltre parte degli artisti invitati per la sezione genovese della Esposizione internazionale d'arte di Venezia del 150º anniversario dell'Unità d'Italia del 2011 a cura di Giuseppe Marcenaro. 
La sua prima personale si tiene alla galleria del sole di Brescia nel 1954 da allora numerose sono le sue personali e le retrospettive tra cui vanno ricordate almeno la mostra presso la storica galleria Milano del 1964 a cura di Mario De Micheli, la mostra antologica al Palazzo dei Priori (Volterra) nel 1983, la mostra dove espone circa 100 opere che gli viene dedicata nei saloni di Palazzo Ducale (Genova) nel 1997 a cura di Franco Sborgi, una personale omaggio (con oltre 30 opere) che gli dedica la sua città per gli ottant'anni al palasport della fiera del mare di Genova nell'ambito della festa dell'Unità del 2004 a cura di Franco Ragazzi e quella che gli viene dedicata in Irlanda nel 2007 all'Urban Retreat Gallery.

## Opere
La sua opera pubblica più nota è (dopo avere vinto un concorso) nel 1990 il ciclo degli affreschi del foyer del Teatro Carlo Felice di Genova. Altra sua opera molto nota è Onda, realizzata lungo la passeggiata a mare di Albisola Capo e il mosaico Danza propiziatoria, realizzato sul Lungomare degli artisti di Albissola Marina su suo bozzetto del 2004. Già nel 1956 aveva realizzato, per la sede del Genio Civile di Imperia, un grande affresco intitolato lavoratori.
Molte sue opere sono conservate nel Museo d'arte contemporanea Villa Croce, una sua opera di ceramica è conservata nel giardino della fabbrica casa museo di Giuseppe Mazzotti di Albissola Marina, due pareti affrescate della stanza dove alloggiava all'art hotel garden fanno parte dell'itinerario del museo diffuso di Albissola Marina, un suo autoritratto del 1995 è conservato al MAGI '900 di Pieve di Cento (BO). Partecipa inoltre a molte edizioni del Premio Suzzara e 3 sue opere premiate (del 1952, 1954, 1957) sono conservate nel museo galleria del premio opere nelle quali è evidente la ricerca realistica delle sue prime opere.

## Fortuna critica
Tra i riconoscimenti che gli sono stati tributati (sia in vita sia dopo la morte) vanno menzionati il premio al maestro del 2007 nell'ambito della II biennale d'arte contemporanea Genovaarte. La dedica dell'intera mostra che nel 2011 gli viene fatta dalla VI biennale centro d'arte la Spiga (Genova) a Palazzo Berio intitolata in suo onore " Genova ed Aurelio Caminati, un autorevole ed estroso collegamento tra passato e presente". La dedica dell'intera mostra che nel 2013 la mostra Florarte di Arenzano fa all'autore da poco scomparso.
Dopo la morte sono molte le antologiche e gli avvenimenti che hanno per tema l'arte e la cultura genovese del novecento che espongono sue opere come per esempio la mostra del 2014 sul museo di Antropologia attiva di Monteghirfo Claudio Costa di cui fu membro e uno dei fondatori tenuta a Palazzo Ducale (Genova) e i riconoscimenti fattagli alla festa dell'Unità che espone una sua fotografia per rendergli omaggio dopo la morte oltre la già ricordata dedica della mostra Florarte di Arenzano del 2013, come la mostra fotografica tenuta tra settembre e ottobre del 2017 a Palazzo reale a Genova dei suoi lavori per la realizzazione degli affreschi del Teatro Carlo Felice e la mostra Omaggio ad Aurelio Caminati antologica di suoi inediti tenuta presso il Museoteatro della Commenda che si trova nel complesso di Commenda di San Giovanni di Pré a settembre del 2019 a Genova stanno a dimostrare come la sua memoria sia ancora viva nella cultura della Liguria.